# Mydaea kongdinga
Mydaea kongdinga är en tvåvingeart som beskrevs av Xue och Feng 1992. Mydaea kongdinga ingår i släktet Mydaea och familjen husflugor. Inga underarter finns listade i Catalogue of Life.